# Crinodon
Crinodon is een geslacht van uitgestorven Microsauria binnen de familie Tuditanidae.
In 1938 benoemde Margaret C. Steen de typesoort Ricnodon limnophyes. Het geslacht Ricnodon bestond al. De soortaanduiding betekent 'de door het moeras voortgebrachte', uit limnos en phyes.
Het holotype is BMNH R2818, een gedeeltelijk skelet met schedel, gevonden bij Nýřany en al kort besproken door Watson in 1912.
In 1978 maakten Robert Lynn Carroll en Pamela Gaskill er het aparte geslacht Crinodon van. De geslachtsnaam is een anagram van Ricnodon.
Crinodon heeft een tongvormige schedel in bovenaanzicht. Het interfrontale is opvallend groot. De oogkassen zijn groot. De beenderen zijn robuust. Het schedeldak kan niet bewogen worden ten opzichte van de wangzone. Iedere kaaktak draagt vierendertig gelijkvormige kleine tanden. Daarnaast staan er lange vangtanden op alle gepaarde elementen van het verhemelte en op de coronoïden van de onderkaak.